# Hans Karl von Winterfeldt
Hans Karl von Winterfeldt, född den 4 april 1707 i Vanselow, Vorpommern, död den 8 september 1757 i Görlitz, var en preussisk militär.
von Winterfeldt trädde 1720 i preussisk tjänst och vann stor ynnest hos Fredrik Vilhelm I och sedermera hos Fredrik II, tillsammans med vilken han deltagit i Polska tronföljdskriget. Detta förtroende motsvarade han genom väl utförda diplomatiska uppdrag (1740 i Sankt Petersburg, 1755 i Hannover), genom självständiga bedrifter i fält och genom sin verksamhet som på kungens vägnar anställd hos andra befälhavare. År 1756 utnämndes han till generallöjtnant. 
von Winterfeldt biträdde kungen särskilt vid förberedelserna till Sjuåriga kriget (1756), då han under en resa till Karlsbad bland annat hade till uppgift att studera österrikiska militära förhållanden. Överfallen av överlägsna österrikiska stridskrafter under Nádasdy, sårades von Winterfeldt till döds vid Moys, nära Görlitz. År 1862 restes på Wilhelmsplatz i Berlin von Winterfeldts bronsstaty.